# Frans Thijssen
Frans Thijssen (* 23. Januar 1952 in Heumen-Malden) ist ein ehemaliger niederländischer Fußballspieler und -trainer.

## Werdegang
Thijssen begann seine Karriere in der niederländischen Ehrendivision 1970 bei NEC Nijmegen. Seinen Durchbruch im niederländischen Fußball schaffte der spielstarke Mittelfeldspieler nach seinem Wechsel 1973 zum FC Twente Enschede. Mit Enschede schaffte er 1975 den Einzug ins UEFA-Pokal-Finale, das die Niederländer allerdings gegen Borussia Mönchengladbach verloren. 
Niederländischer Nationalspieler wurde er allerdings erst 1979, als er in die englische Premier League zu Ipswich Town wechselte. Gemeinsam mit seinem Landsmann Arnold Mühren hatte er maßgeblichen Anteil am Aufstieg des englischen Provinzclubs, der seinen Höhepunkt fand mit dem UEFA-Pokalsieg 1981 gegen AZ Alkmaar. Im gleichen Jahr wurde er auch zu Englands Fußballer des Jahres gewählt. Es war das erste Mal seit dem deutschen Torhüter Bert Trautmann, dass einem Spieler vom Kontinent diese Ehre erfuhr. Für die niederländische Nationalmannschaft nahm Thijssen an der Fußball-Europameisterschaft 1980 in Italien teil.
1983 wechselte Thijssen zu Nottingham Forest. Seine Karriere schien sich jedoch dem Ende zuzuneigen und er konnte hier nicht richtig Fuß fassen. Er wechselte bereits im Januar 1984 zu den Vancouver Whitecaps, um dort seine Laufbahn ausklingen zu lassen. Dies sollte sich nach seinem Wechsel 1985 zurück in die Niederlande zum Provinzclub Fortuna Sittard weiter hinauszögern. Er wechselte noch zweimal und spielte 1987/1988 beim FC Groningen und von 1988 bis 1991 bei Vitesse Arnheim, bevor er endgültig seine Karriere beendete.